# Giao thông

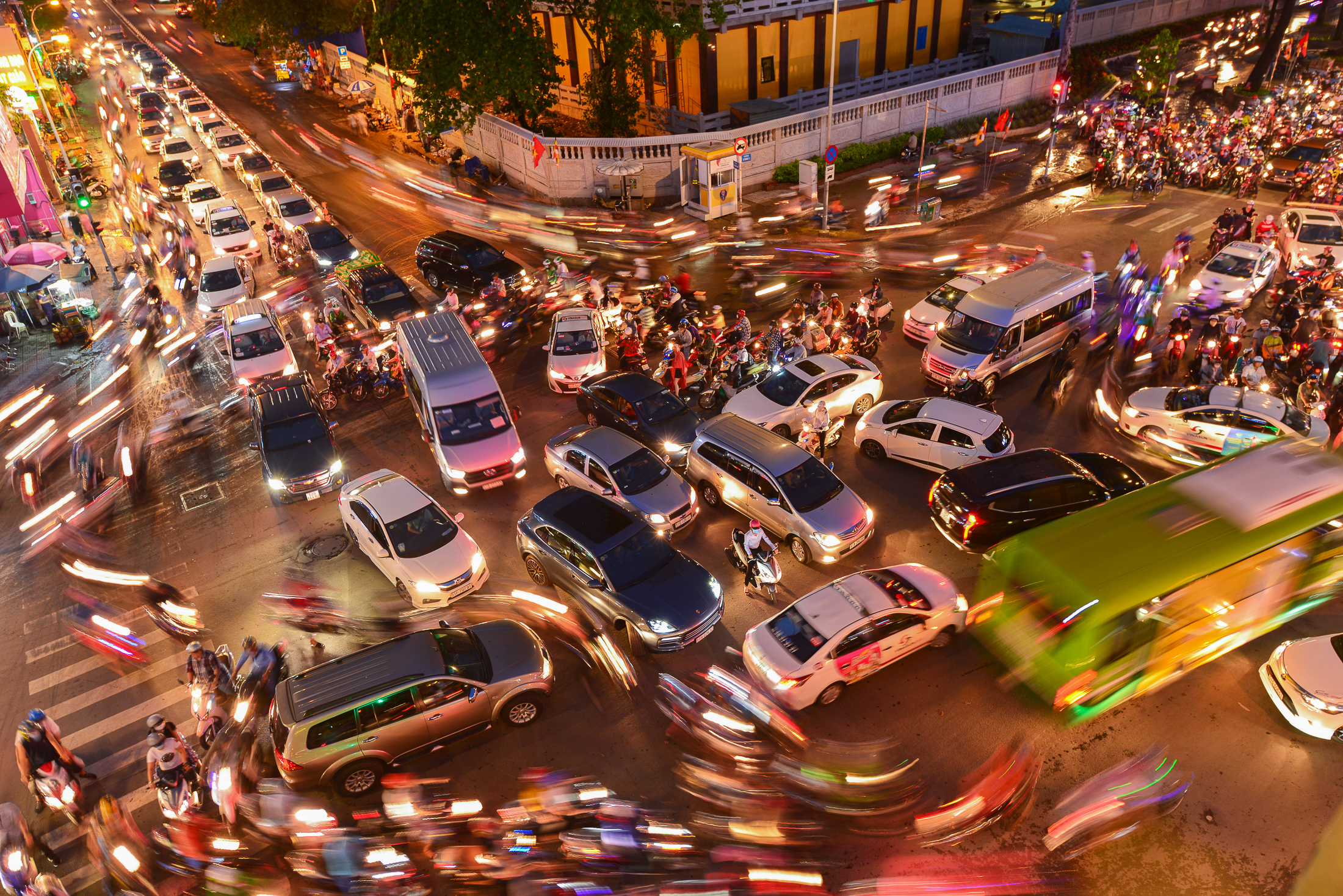
Giao thông hỗn loạn tại thành phố Hồ Chí Minh

Giao thông là hệ thống di chuyển, đi lại của mọi người, bao gồm những người tham gia giao thông dưới các hình thức đi bộ, cưỡi động vật hoặc chăn gia súc, sử dụng xe đạp, xe máy, ô tô, xe tải hay các phương tiện giao thông khác, một cách đơn lẻ hoặc cùng nhau. Giao thông thường có tổ chức và được kiểm soát bởi cơ quan.
Luật giao thông ra đời nhằm điều chỉnh, kiểm soát giao thông và điều tiết phương tiện, được ban hành bởi nhà nước. Trong khi đó, luật giao thông cũng có thể bao gồm cả luật chính thức và luật không chính thức có thể được phát triển theo thời gian để tạo điều kiện cho lưu lượng giao thông có trật tự và kịp thời. Một giao thông có tổ chức thường có các quyền ưu tiên, các làn đường, và  sự kiểm soát giao thông được thiết lập tốt tại các hệ thống chuyển làn. Giao thông được tổ chức ở khắp mọi nơi, với các làn đường, hệ thống chuyển làn, tín hiệu giao thông hoặc biển báo được đánh dấu. Giao thông thường được phân theo các loại: xe cơ giới (như ô tô, xe máy), phương tiện khác (như xe đạp, xích lô) và người đi bộ. Mỗi loại khác nhau sẽ có những làn đường nhất định, các quy định riêng về hình thức, giới hạn tốc độ. Một số khu vực đặc biệt có thể có các quy tắc rất chi tiết và phức tạp, hoặc luật ngầm mà mọi người phải tự hiểu, trong khi những khu vực khác còn phụ thuộc vào ý thức chung và sự sẵn sàng hợp tác của người lái xe.
Giao thông có tổ chức thường tạo ra một sự kết hợp tốt giữa an toàn và hiệu quả đi lại. Các sự kiện làm gián đoạn có thể khiến giao thông thoái hóa thành một sự hỗn độn như xây dựng đường, tai nạn giao thông hay các vật cản trên đường. Đặc biệt trên đường cao tốc bận rộn, một sự gián đoạn nhỏ có thể tạo ra một hiện tượng được gọi là làn sóng giao thông. Một lỗ hổng của việc tổ chức giao thông có thể dẫn đến tắc nghẽn giao thông. Mô phỏng lưu lượng giao thông có tổ chức thường liên quan đến lý thuyết xếp hàng, quy trình ngẫu nhiên và phương trình vật lý toán học áp dụng cho lưu lượng giao thông.

## Luật lệ
Luật lệ trên đường và quy cách lái xe là những thông lệ và quy tkkkkjjkk

rình chung mà người tham gia giao thông bắt buộc phải tuân theo. Những luật lệ này thường áp dụng cho tất cả người tham gia giao thông, mặc dù chúng có tầm quan trọng đặc biệt đối với người lái xe máy và xe đạp. Những quy tắc này chi phối sự tương tác giữa các phương tiện và với người đi bộ. Các luật lệ giao thông cơ bản được xác định bởi một điều ước quốc tế, Công ước Viên về giao thông đường bộ năm 1968Các thẩm quyền của Liên Hợp Quốc. Không phải tất cả các quốc gia đều ký kết công ước, và ngay cả trong số các bên ký kết, các ngoại lệ trong thực tế đều có thể được tìm thấy. Ngoài ra còn có các luật lệ bất thành văn, tức quy tắc ngầm của con đường, thường được hiểu bởi những người lái xe tại địa phương đó.

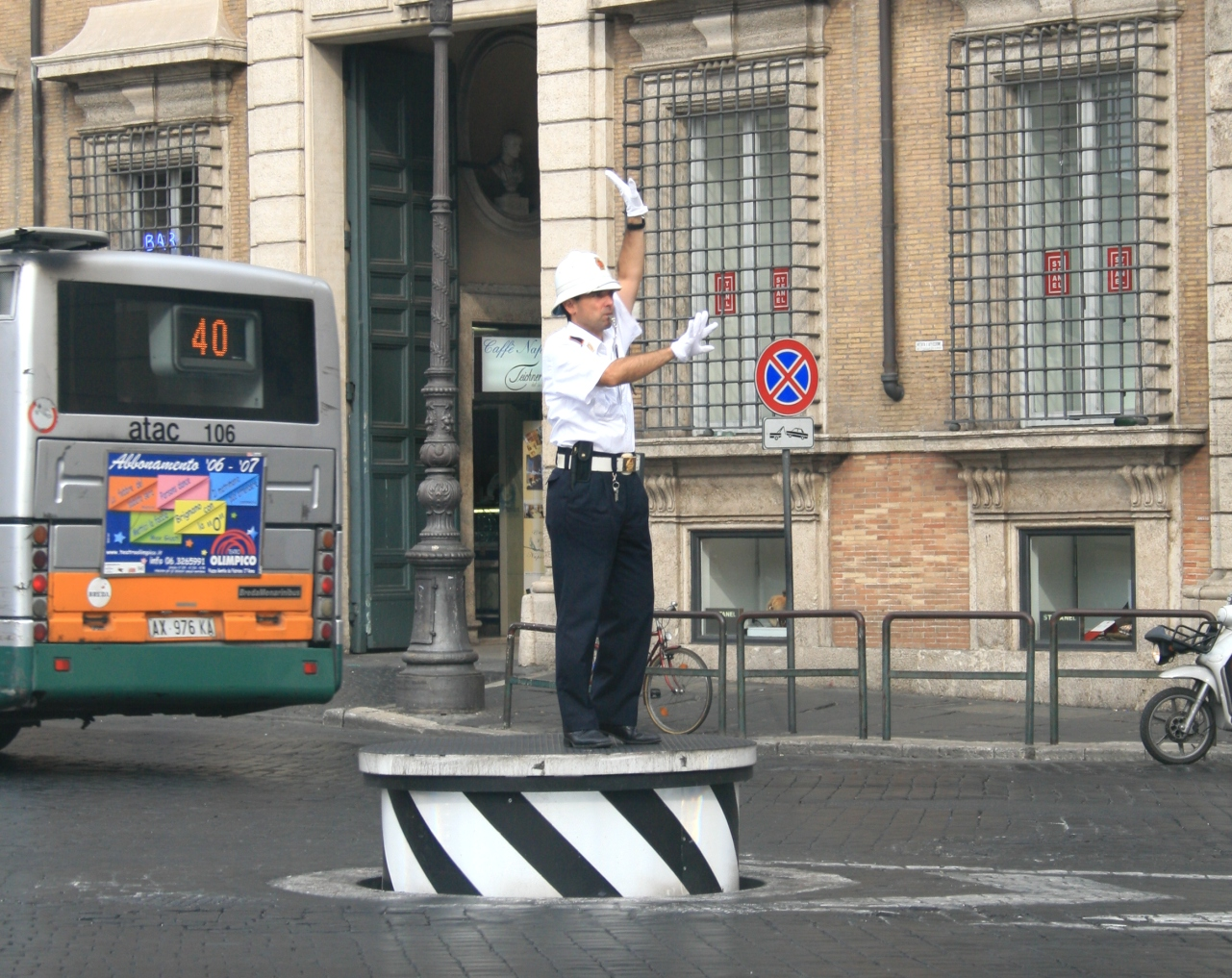
Điểu khiển giao thông tại Roma, Ý. Bục điều khiển này có thể hạ ngang mặt bằng đường khi không sử dụng

Theo nguyên tắc chung, các tài xế sẽ luôn tránh [Tai nạn giao thông va chạm] với các xe khác hoặc người đi bộ, bất kể các luật lệ có cho phép họ ở nơi đó hay không. Ngoài các luật lệ được áp dụng theo mặc định, các biển báo giao thông và [đèn giao thông] phải được tuân thủ và các nhân viên cảnh sát có thể đưa ra các hướng dẫn (trên những đường giao thông bận đông đúc thay cho đèn giao thông) hoặc khi điều khiển giao thông đường bộ quanh khu vực xây dựng, tai nạn hoặc các sự cố đường khác.

## Tổ chức

### Quyền ưu tiên
Các phương tiện thường xảy ra xung đột với các phương tiện khác và người đi bộ vì lộ trình của họ giao nhau và do đó gây trở ngại cho các tuyến đường. Nguyên tắc chung thiết lập những người có quyền đi trước được gọi là "quyền ưu tiên". Nó thiết lập những ai có quyền ưu tiên của con đường và những ai phải đợi cho đến khi người kia hoàn thành.
Dấu hiệu, tín hiệu, đánh dấu hay các tính năng khác thường được sử dụng để làm quyền ưu tiên trở nên rõ ràng. Một số dấu hiệu như dấu hiệu dừng, nó gần như được phổ quát. Khi không có dấu hiệu hoặc không được đánh dấu, các quy tắc khác nhau được quan sát tùy thuộc vào vị trí. Các quy tắc ưu tiên mặc định này khác nhau giữa các quốc gia. Xu hướng về tính nhất quán được Công ước Viên về Dấu hiệu và Tín hiệu Đường bộ quy định ở cấp quốc tế, trong đó quy định các thiết bị điều khiển giao thông được chuẩn hóa về biển báo, tín hiệu và đánh dấu để thiết lập quyền ưu tiên khi cần thiết.
Vạch kẻ sang đường, hoặc đường dành cho người đi bộ thường phổ biến ở các khu vực đông dân cư, và có thể chỉ ra rằng người đi bộ được ưu tiên hơn xe cộ trên đường. Ở hầu hết các thành phố hiện đại, tín hiệu giao thông được sử dụng để thiết lập quyền ưu tiên trên những con đường đông đúc. Mục đích chính của nó là cung cấp cho mỗi con đường một khoảng thời gian trong đó giao thông của nó có thể sử dụng giao lộ theo cách có tổ chức. Khoảng thời gian được chỉ định cho mỗi con đường có thể được điều chỉnh để tính đến các yếu tố như chênh lệch về lưu lượng giao thông, nhu cầu của người đi bộ hoặc tín hiệu giao thông khác. Đường dành cho người đi bộ có thể được đặt gần các thiết bị điều khiển giao thông khác, nếu chúng không được quy định theo một cách nào đó, các phương tiện phải ưu tiên cho họ khi tham gia. Giao thông trên đường công cộng thường được ưu tiên hơn các giao thông khác như giao thông phát sinh từ cá nhân, giao cắt đường sắt.

### Đổi hướng
Những người tham giao thông luôn có nhu cầu phải đổi hướng, các phương tiện có thể sẽ chuyển làn, quay đầu, rẽ vào một con đường khác hoặc đi vào một ngôi nhà. Tín hiệu rẽ (hay còn gọi là xi nhan) thường được sử dụng như một cách để thông báo ý định đổi hướng của một người, do đó cảnh báo cho những người lái xe khác. Việc sử dụng thực tế các tín hiệu rẽ rất khác nhau giữa các quốc gia trên thế giới, mặc dù mục đích của nó vẫn để chỉ ra ý định của người lái xe khi tách khỏi luồng giao thông hiện tại và nhập vào luồng giao thông khác.
Điều này thường đồng nghĩa với việc khi gặp một phương tiện có ý định rẽ giao thông, nhiều phương tiện phải dừng lại và chờ cho phương tiện đó chuyển làn và điều này có thể gây bất tiện cho những người lái xe xung quanh họ nhưng không có ý định rẽ. Đó là lý do tại sao có những làn đường chuyên dụng và tín hiệu giao thông báo rẽ đôi khi được lắp đặt. Trên các giao lộ đông đúc, nơi làn đường được chuyên dụng sẽ không hiệu quả hoặc không thể được xây dựng, việc rẽ có thể bị cấm hoàn toàn và lái xe sẽ được yêu cầu "Đi đường vòng" để thực hiện rẽ. Nhiều thành phố lớn sử dụng chiến thuật này khá thường xuyên, như thành phố San Francisco hay Đài Bắc.
Việc có những quy tắc đổi hướng không có nghĩa là chúng được phổ quát. Ở New Zealand (một quốc gia lái xe bên trái) từ năm 1976 đến năm 2012, giao thông rẽ trái cần phải nhường đường cho những phương rẽ phải muốn đi cùng một con đường (trừ khi có nhiều làn đường, nhưng sau đó người ta phải cẩn thận trong trường hợp một chiếc xe nhảy làn). New Zealand đã bãi bỏ quy tắc đặc biệt này vào ngày 25 tháng 3 năm 2012, ngoại trừ tại các đường vòng hoặc khi được biểu thị bằng dấu hiệu Nhường đường hoặc Dừng lại. Mặc dù quy tắc gây ra sự nhầm lẫn ban đầu cho tài xế và nhiều giao lộ cần thiết hoặc vẫn cần sửa đổi, thay đổi được dự đoán sẽ ngăn chặn 1 người chết và 18 người bị thương nặng hàng năm.
Trên những đại lộ, việc rẽ thường được dự kiến sẽ chuyển sang làn đường gần nhất với hướng họ muốn rẽ. Ví dụ như phương tiện khi rẽ phải thường sẽ chuyển sang làn bên phải ngoài cùng. Tương tự như vậy, phương rẽ trái sẽ di chuyển sang làn bên trái ngoài cùng.

### Giao lộ

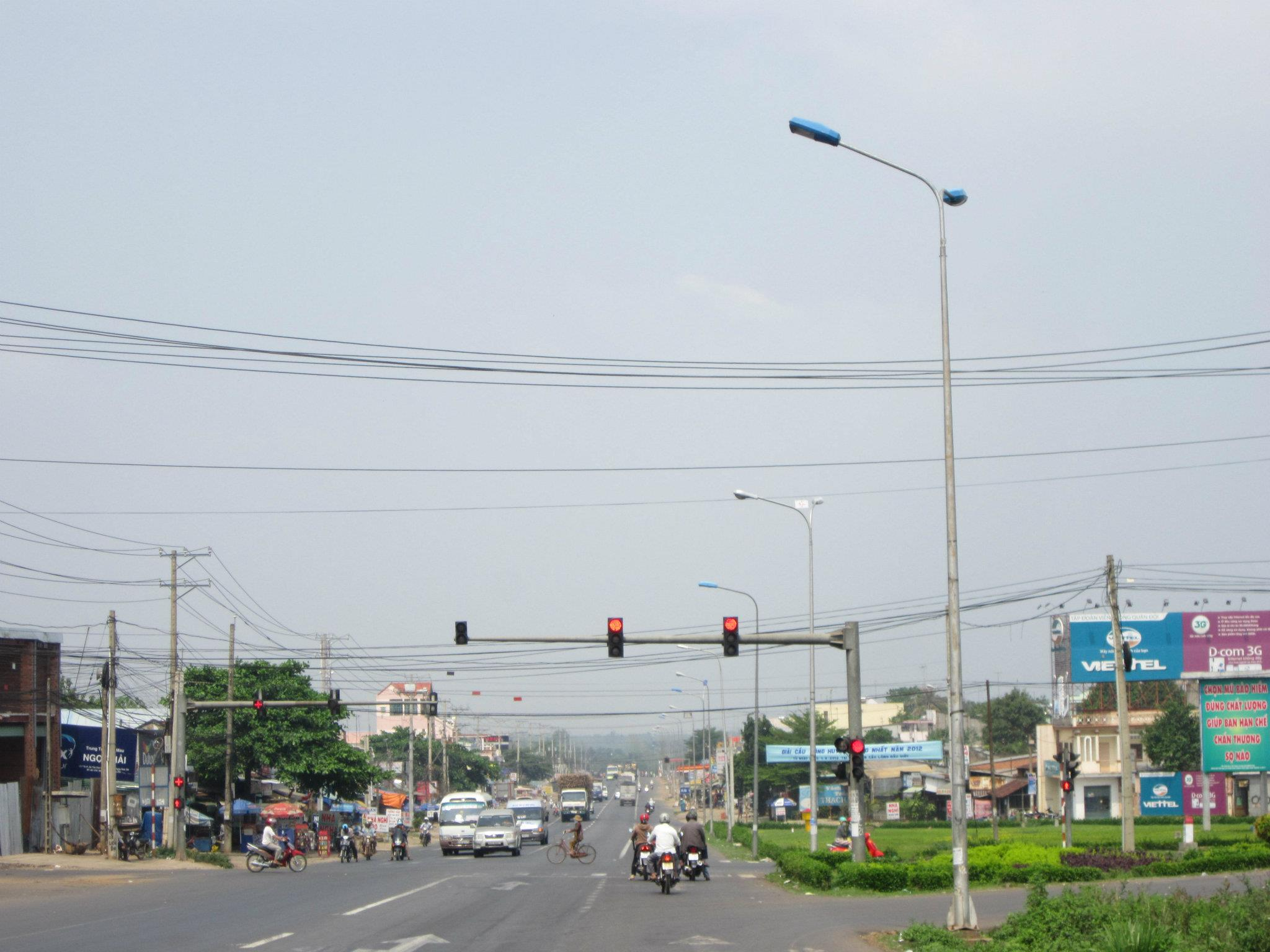
Một giao lộ tại Dầu Giây, Thống Nhất, Đồng Nai, Việt Nam với đèn tín hiệu giao thông

Giao lộ một phần của sự đổi hướng trong giao thông và là một thành phần thiết yếu trong các đô thị. Nó là nơi giao nhau giữa các tuyến đường sẽ thiết lập các quy tắc nhằm lưu thông xe cộ, tại đó các phương tiện sẽ tiếp tục đi hoặc đổi hướng hành trình. Đặc điểm giao thông tại các giao lộ là có số lượng điểm xung đột giữa các dòng xe cắt nhau, tách dòng, nhập dòng lớn. Sự tập trung vào các điểm xung đột trên một diện tích nhỏ là nguyên nhân làm giảm khả năng thông xe của các tuyến đường đi vào giao lộ, tăng khả năng xảy ra các tai nạn giao thông gây ách tắc xe cộ.
Ở hầu hết Châu Âu lục địa, quy tắc được mặc định là ưu tiên cho bên phải, nhưng điều này có thể bị chèn bởi các biển báo hoặc vạch kẻ đường. Ở đó, ưu tiên ban đầu được đưa ra theo cấp bậc xã hội của mỗi khách du lịch, nhưng ngay từ thời ô tô mới phát minh, quy tắc này được coi là không thực tế và được thay thế bằng quy tắc ưu tiên bên phải. Tại các vòng xuyến nơi không có sự ưu tiên, giao thông trên vòng xuyến sẽ nhường đường cho giao thông đi vào vòng tròn. Hầu hết các vòng xuyến của Pháp hiện có các biển báo nhường đường cho giao thông đi vào giao lộ, nhưng vẫn còn một số trường hợp ngoại lệ đáng chú ý hoạt động theo quy tắc cũ, chẳng hạn như vòng xuyến quanh Khải Hoàn Môn. Ưu tiên cho quyền được sử dụng ở châu Âu lục địa có thể bị chi phối bởi hệ thống phân cấp tăng dần bởi các dấu hiệu, dấu hiệu, tín hiệu và người có thẩm quyền.

Vòng xuyến là một loại giao lộ giảm thiểu sự tắc nghẽn giao thông và giảm thiểu chi phí tại các đô thị

Giao lộ vuông góc là loại giao lộ điển hình và thường gặp nhất cho thể loại giao lộ và những loại cơ bản nhất.
Nếu tín hiệu giao thông không thiết lập tại giao lộ vuông góc, các biển báo hoặc các tính năng khác thường được sử dụng để kiểm soát chuyển động và đưa ra các ưu tiên rõ ràng. Cách sắp xếp phổ biến nhất là chỉ ra rằng một con đường được ưu tiên hơn con đường khác, nhưng có những trường hợp phức tạp khi tất cả giao thông tiếp cận giao lộ phải bắt buộc nhường đường và có thể sẽ làm đông cứng giao thông tại giao lộ.
Ở Hoa Kỳ, Nam Phi và Canada, có các giao lộ vuông góc với biển báo dừng ở mỗi lối vào, được gọi là điểm dừng bốn tuyến. Tín hiệu dừng hoặc đèn đỏ nhấp nháy tương đương với dừng bốn tuyến hoặc dừng toàn bộ. Các quy tắc đặc biệt cho các điểm dừng bốn tuyến có thể bao gồm:
- Ở các quốc gia sử dụng điểm dừng bốn tuyến, người đi bộ luôn được ưu tiên ở đường băng qua đường, ngay cả ở những điểm không được đánh dấu, tồn tại dưới dạng như một vỉa hè ở mọi ngã tư với các góc vuông - trừ khi vạch dấu hoặc sơn khác.
- Bất cứ phương tiện nào dừng ở vạch dừng trước tiên hoặc trước lối sang đường, nếu không có vạch dừng đều được ưu tiên.
- Nếu hai xe dừng cùng lúc, ưu tiên cho xe bên phải.
- Nếu một số phương tiện đến cùng một lúc, một cuộc xung đột bên phải có thể xảy ra, trong đó không có tài xế nào có quyền hợp pháp. Điều này có thể dẫn đến các trình điều khiển báo hiính thức cho các trình điều khiển khác để cho biết ý định của họ để nhường, ví dụ bằng cách vẫy hoặc nháy đèn pha.

Tại một số đô thị lớn, nơi có lưu lượng giao thông khổng lồ dẫn đến tắc nghẽn giao thông hay xảy ra vào các giờ cao điểm. Việc một phương tiện chạy ngược chiều, một vụ tai nạn giao thông, một công trường đang thi công cũng có thể là nguyên nhân gây ách tắc giao thông.
Trong những ngày làm việc ở hầu hết các thành phố lớn, tắc nghẽn giao thông đạt cường độ lớn vào những thời điểm có thể dự đoán được trong ngày do số lượng lớn phương tiện sử dụng đường cùng một lúc. Hiện tượng này được gọi là giờ cao điểm hoặc giờ tan tầm, mặc dù khoảng thời gian cường độ giao thông cao thường vượt quá một giờ.

## Nghiên cứu thêm
- May, Adolf. Traffic Flow Fundamentals. Prentice Hall, Englewood Cliffs, NJ, 1990.
- 2010 Highway Capacity Manual. Transportation Research Board, Washington, D.C., ISBN 0-309-06681-6
- Taylor, Nicholas. The Contram dynamic traffic assignment model TRL 2003
- B.S. Kerner, The Physics of Traffic, Springer, Berlin, New York 2004
- B.S. Kerner, Introduction to Modern Traffic Flow Theory and Control: The Long Road to Three-Phase Traffic Theory, Springer, Berlin, New York 2009